# اسپانفوس
اسپانفوس (به انگلیسی: SPANphos) با فرمول شیمیایی C۴۷H۴۶O۲P۲ یک ترکیب شیمیایی است. 